# White Cloud City (Nevada)
White Cloud City – opuszczona miejscowość w hrabstwie Churchill. Maksymalna liczba mieszkańców w historii wynosiła 40. Obecnie nikt tam nie mieszka.